# Montcalm County
För det före detta countyt i Québec, se Comté de Montcalm, Québec.
Montcalm County är ett administrativt område i delstaten Michigan, USA, med 63 342 invånare. Den administrativa huvudorten (county seat) är Stanton. 

## Geografi
Enligt United States Census Bureau så har countyt en total area på 1 867 km². 1 834 km² av den arean är land och 34 km² är vatten.   

### Angränsande countyn
- Isabella County - nordost
- Mecosta County - norr
- Gratiot County - öst
- Newaygo County - väst
- Ionia County - söder
- Kent County - sydväst
- Clinton County - sydost